# Hellen Wanjiku Mugo
Hellen Wanjiku Mugo (* 12. Dezember 1985) ist eine kenianische Marathonläuferin.
2010 gewann sie den Belgrad-Marathon und mit 2:27:16 h die Maratona d’Italia, die wegen seines Gefälles nicht bestenlistentauglich ist. 2011 kam sie beim Dubai-Marathon auf den zwölften und beim Boston-Marathon auf den 13. Platz. 2012 wurde sie mit ihrem persönlichen Rekord von 2:30:01 h Fünfte beim Seoul International Marathon.